# 통아메바속
통아메바속(Trichamoeba)은 아메바과에 속하는 아메바류 속의 하나이다. 통아메바(Trichamoeba villosa)를 포함하고 있다.